# Madden NFL 24
Madden NFL 24 est un jeu vidéo de simulation sportive de football américain basé sur la National Football League (NFL), développé par EA Tiburon et édité par Electronic Arts, sorti dans le monde entier le 18 août 2023 sur les plateformes Microsoft Windows, PlayStation 4, PlayStation 5, Xbox One et Xbox Series X/S. Il fait partie de la série de jeux Madden NFL.